# Ludvík Kysela
Ludvík Kysela (25. dubna 1883 v Kouřimi – 10. února 1960 v Praze) byl český architekt. Jeho první stavba byla v kubistickém stylu. Pozdější stavby jsou ve funkcionalistickém stylu.

## Život
Narodil se v rodině úředníka (později vrchní c. k. kancelista vrchního zemského soudu v Praze) Františka Kysely (1849–??) a jeho manželky Anny, rozené Machkové (1856–??). Narodil se v Kouřimi, od roku 1891 byla rodina policejně hlášena v Praze. Pocházel z početné rodiny sedmi dětí. Jeho starším bratrem byl výtvarník a pedagog František Kysela.
Vystudoval v letech 1902-08 architekturu na české technice v Praze. V první světové válce byl zajat na italské frontě; po návratu pracoval na pražském stavebním úřadu a v Státní regulační komisi. Neměl vlastní architektonický ateliér, přesto navrhl několik významných pražských budov. Účastnil se řady architektonických soutěží. Vystavoval na výstavách v Československu (Praha, Brno) i v zahraničí (Varšava, Bělehrad, Bukurešť, Stockholm, Paříž, Milán, Brusel). Na přelomu dvacátých a třicátých přestal Kysela projektovat. Po druhé světové válce pracoval ve Státním ústavu pro projektování výstavby hl. m. Prahy a poté v projekci Kovotechny.

### Zajímavost
V roce 1904 se jméno studenta české techniky Ludvíka Kysely (s chybně uvedeným věkem) objevilo v českém tisku. V té době probíhaly v Praze protičeské buršácké provokace a Kysela byl policií zadržen „pro shlukování“. Hromadné zatčení Čechů vedlo české poslance k interpelaci na ministra vnitra.

## Realizované stavby

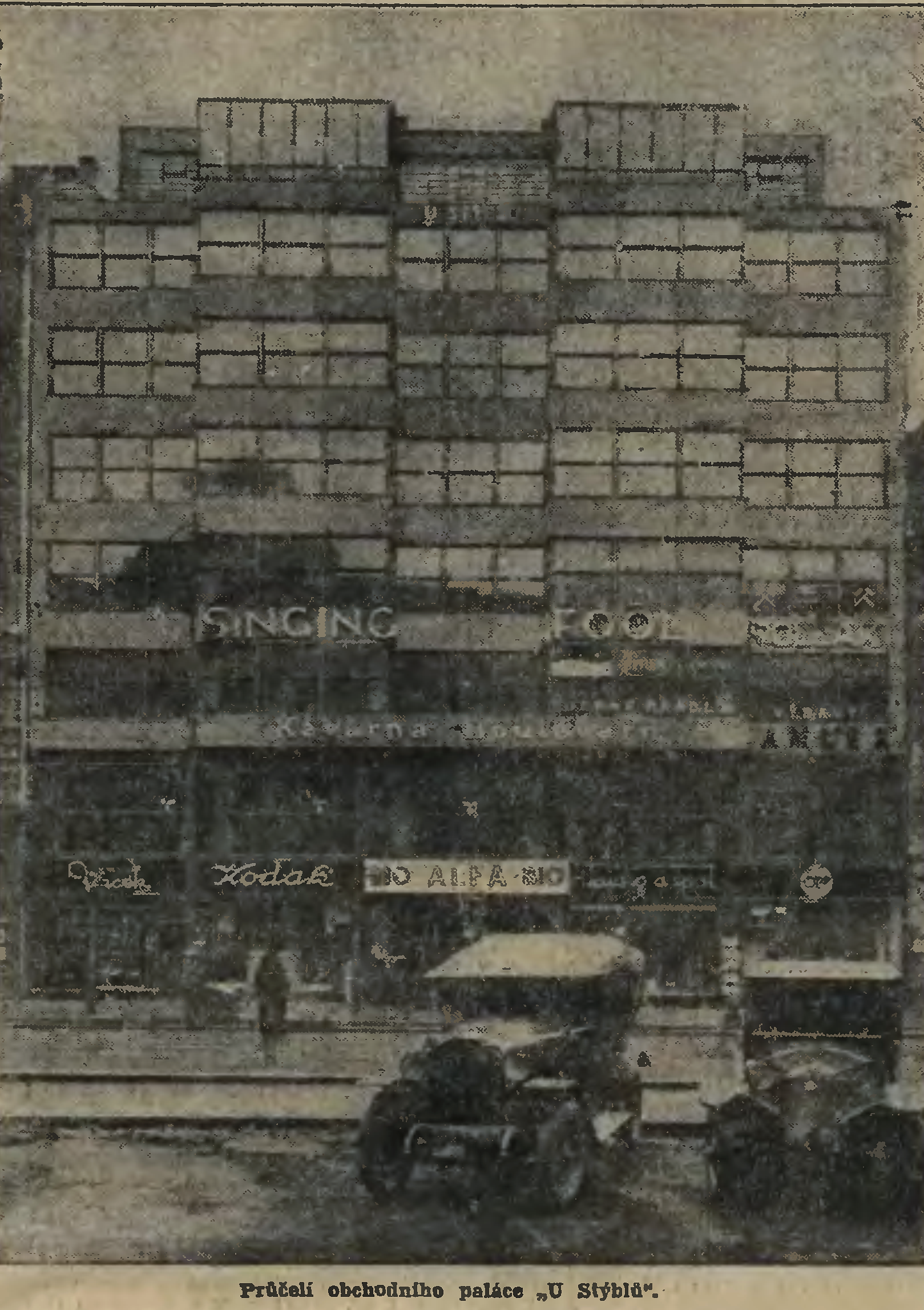
Palác U Stýblů (dobová fotografie z tisku, 1930)

- 1912-13 Kubistický dům čp. 270 na nároží Malostranského nám. a Karmelitské ul. v Praze,[7]
- 1924-27 Obchodní dům Lindt Praha, Václavské náměstí čp. 773/4, první autorova stavba ve stylu funkcionalismu,[8][9]
- 1928-29 Palác Baťa (Dům obuvi), Praha, Václavské náměstí čp. 774/6 (spolupráce: Jindřich Svoboda, stavební kancelář firmy Baťa),[10]
- 1926-29 Palác U Stýblů (Alfa), Praha, Václavské náměstí čp. 785/28 s kinem, pasáží a kavárnou Alfa, spolupráce Jan Jarolím,[10][11]
- 1927-28 Palác pojišťovny Praha, Praha, Na Příkopě čp. 583/15, v r. 1950 přejmenován na Dětský dům.
- 1928-29 Pojišťovna Patricia, Praha, Štěpánská čp. 613/18.[12]